# Qəmərvan
Qəmərvan è un comune dell'Azerbaigian situato nel distretto di Qəbələ. Conta una popolazione di 1 839 abitanti.